# BayernLB
BayernLB (lub Bayerische Landesbank, pl. Krajowy Bank Bawarii) – spółdzielczy bank specjalny z siedzibą w Monachium, w Niemczech. Bank jest jednym z ośmiu niemieckich landesbanków (banków krajowych). Przedsiębiorstwo jest w 94% własnością kraju związkowego Bawaria (pośrednio poprzez BayernLB Holding AG) a w 6% własnością Sparkassenverband Bayern (Związku Kas Oszczędnościowych Bawarii), organizacji zrzeszających Bawarskie Kasy Oszczędnościowe (Sparkassen).
Bank jest ósmą co do wielkości instytucją finansową w Niemczech, z sumą bilansową na poziomie 416 miliardów €, przy zatrudnieniu 19 200 pracowników (w grupie) i 5170 pracowników w samym banku.